# Calle Céspedes
La calle Céspedes es una vía pública de la ciudad española de Sevilla.

## Descripción
La vía, que en el pasado se conoció como «calle Corral del Agua», discurre desde la calle San José hasta Levíes. Con el título actual, honra a los marqueses de Carrión de los Céspedes. Aparece descrita, bajo el epígrafe del antiguo, en la Noticia histórica del origen de los nombres de las calles de esta ciudad de Sevilla (1839) de Félix González de León con las siguientes palabras:

Calle del Corral del Agua. Corresponde al cuartel B. y á la parroquia de san Bartolomé, toma el nombre de un corral de vecindad que hay en ella que le llaman corral del Agua. Tambien es conocida esta calle por de los Céspedes, caballeros sevillanos marqueses de Carrion, por tener en ella su casa principal. Perteneció à la Alhamia de los judios; es angosta, y pasa desde frente de la torre de la parroquia de san Bartolomé, á la plaza de santa María la Blanca.
(González de León, 1839, p. 250)